# Campeonato Mundial de Bádminton de 1991
El VII Campeonato Mundial de Bádminton se celebró en Copenhague (Dinamarca) entre el 8 y el 12 de mayo de 1991 bajo la organización de la Federación Internacional de Bádminton (IBF) y la Federación Danesa de Bádminton.
Las competiciones se realizaron en la Arena Brøndby de la capital danesa.

## Medallistas
| Evento               | Oro                                         | Plata                                          | Bronce                                                                                    |
| -------------------- | ------------------------------------------- | ---------------------------------------------- | ----------------------------------------------------------------------------------------- |
| Individual masculino | Zhao Jianhua China                          | Alan Budikusuma Indonesia                      | Ardy Wiranata Indonesia Liu Jun China                                                     |
| Dobles masculino     | Park Joo-Bong Kim Moon-Soo Corea del Sur    | Jon Holst-Christensen Thomas Lund Dinamarca    | Li Yongbo Tian Bingyi China Bagus Setiadi Imay Hendra Indonesia                           |
| Individual femenino  | Tang Jiuhong China                          | Sarwendah Kusumawardhani Indonesia             | Susi Susanti Indonesia Lee Heung-Soon Corea del Sur                                       |
| Dobles femenino      | Guan Weizhen Nong Qunhua China              | Christine Magnusson · Maria Bengtsson · Suecia | Shim Eun-Jung Gil Young-Ah Corea del Sur Hwang Hye-Young Chung So-Young Corea del Sur     |
| Dobles mixto         | Park Joo-Bong Chung Myung-Hee Corea del Sur | Thomas Lund Pernille Dupont Dinamarca          | Jon Holst-Christensen Grete Mogensen Dinamarca Kang Kyung-Jin Shim Eun-Jung Corea del Sur |

## Medallero
| Núm. | País          | Oro | Plata | Bronce | Total |
| ---- | ------------- | --- | ----- | ------ | ----- |
| 1    | China         | 3   | 0     | 2      | 5     |
| 2    | Corea del Sur | 2   | 0     | 4      | 6     |
| 3    | Indonesia     | 0   | 2     | 3      | 5     |
| 4    | Dinamarca     | 0   | 2     | 1      | 3     |
| 5    | Suecia        | 0   | 1     | 0      | 1     |
|      | TOTAL         | 5   | 5     | 10     | 20    |